# Pau de Bagnolo

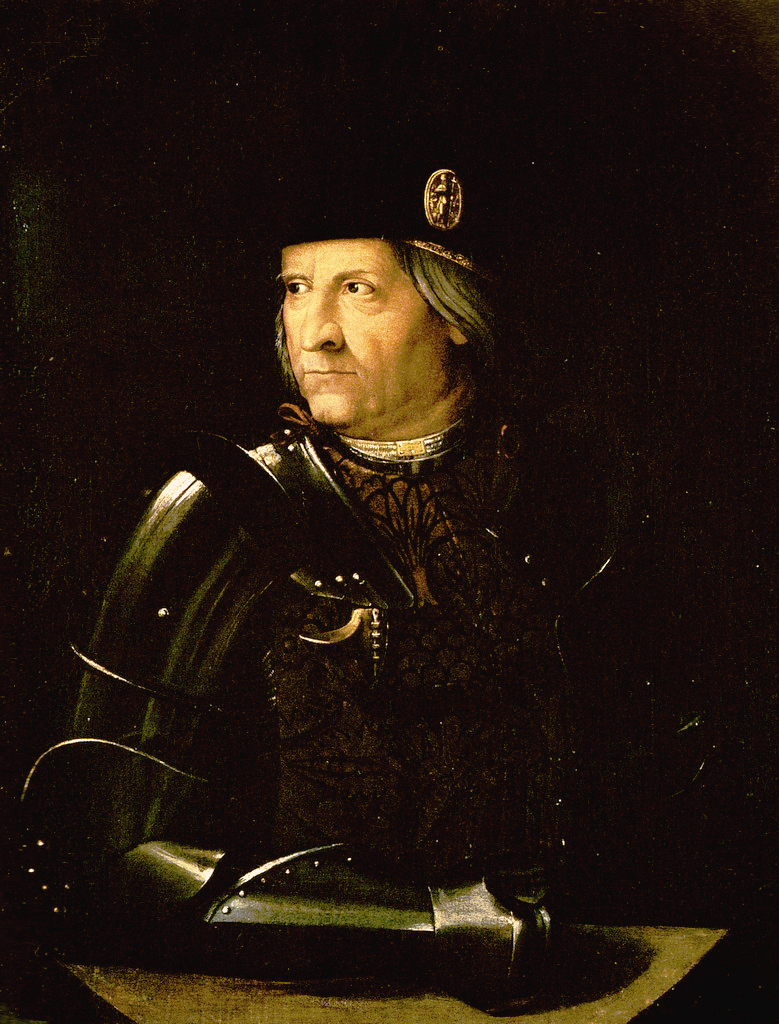
Hèrcules I d'Este

La Pau de Bagnolo, signada el 7 d'agost de 1484 va posar punt final a la guerra de Ferrara, que havia començat el 1482 per la disputa del monopoli de la sal, entre el ducat de Ferrara i l'aliança dels Estats pontificis amb la República de Venècia.
Hèrcules I d'Este va acabar cedint la vila de Rovigo i una part del delta del riu Po a la República de Venècia i va evitar l'absorció de Ferrara pels Estats Pontificis.